# Ernst Erich Noth
Ernst Erich North (ur. 25 lutego 1909 w Berlinie, zm. 15 stycznia 1983 w Bensheim) – prawdziwe nazwisko Paul Krantz, którego używał przed 1948 r., niemiecko-amerykański literaturoznawca i pisarz.

## Życiorys
Paul Krantz dorastał w czynszowej kamienicy w Berlinie. Dzięki wyjątkowym uzdolnieniom umożliwiono mu ukończenie gimnazjum. W 1927 r. był uczestnikiem głośnej tragedii uczniów w Steglitz, w wyniku których postawiono go przed sądem. Uwolniony spod zarzutów udziału w śmierci kolegów ukończył naukę w Odenwaldschule w Heppenheim (Bergstraße). Od 1929 studiował germanistykę na Uniwersytecie we Frankfurcie. W tym samym czasie jako freelancer pisywał dla "Frankfurter Zeitung" wiersze i teksty narracyjne. W 1933 r. jego dysertacja doktorska została odrzucona: pomimo że ją napisał, władze nazistowskie nie dopuściły do zdawania przez niego egzaminu ustnego. W marcu tego samego roku Kranz wyemigrował do Francji.
Jeszcze podczas pobytu w Niemczech używał pseudonimu literackiego Ernst Erich Noth; w Paryżu używał go ponownie publikując w prasie i wydając tam swoje prace literackie. Jakiś czas później przeniósł się w południowe rejony Francji, gdzie pozostał aż do 1940 pracując w redakcji pisma "Cahiers du Sud". W maju 1939 r. władze hitlerowskie odebrały mu niemieckie obywatelstwo, a jego książki znalazły się w Niemczech na indeksie. Dwukrotnie, w roku 1939 i 1940 był aresztowany w okresie niemieckiej okupacji Francji. Przez rok był zmuszony ukrywać się. W 1941 r. udało mu się dzięki pomocy uciec do Stanów Zjednoczonych.
W USA w latach 1942-1948 był szefem niemieckojęzycznego programu radiowego rozgłośni National Broadcasting Company. W 1948 r. przyznano mu amerykańskie obywatelstwo, oficjalnie pod nazwiskiem Ernst Erich Noth. Od 1949 do 1959 roku redagował czasopismo literackie "Books abroad", wykładając w tym samym czasie języki nowożytne i literaturę na kilku amerykańskich uniwersytetach, m.in. na Uniwersytecie Oklahoma w Norman i Marquette University w Milwaukee. W 1963 r. powrócił do Europy. We Francji pracował jako recenzent książki i wykładowca na Uniwersytecie w Aix-en-Provence, Marsylii i Paryżu. W roku 1971 Uniwersytet Goethego we Frakfurcie nad Menem przyznał mu wstrzymany w 1933 r. tytuł naukowy. Nauczał tam do 1980 r., w ostatnich latach jako profesor honorowy.

## Dzieła
- Die Mietskaserne, Frankfurt nad Menem 1931
- Die Gestalt des jungen Menschen im deutschen Roman der Nachkriegszeit, Frankfurt nad Menem 1933
- Der Einzelgänger, Zurich 1936
- La voie barrée, Paryż 1937
- L'homme contre le partisan, Paryż 1938
- Le désert, Paryż 1939
- L'Allemagne exilée en France, Paryż 1939
- La guerre pourrie, Nowy Jork 1942
- Ponts sur le Rhin, Nowy Jork 1947
- Mémoire aux Américains, Nowy Jork 1947
- Russes et Prussiens, Nowy Jork 1948
- The contemporary German novel, Milwaukee, Wisc. 1961
- Le passé nu, Paryż 1965
- Mémoires d'un Allemand, Paris, 1970
- Erinnerungen eines Deutschen, Hamburg 1971
- Weg ohne Rückkehr, Frauenfeld, Schweiz 1982
- Die Tragödie der deutschen Jugend, Frankfurt nad Menem 2002
- Jup und Adolf, Frankfurt nad Menem 2003
- Straße gesperrt, Frankfurt nad Menem 2006
- Der neue deutsche Struwwelpeter, wiersze dla bardziej dojrzałej politycznie młodzieży, Frankfurt nad Menem 2007

Jak dotąd w Polsce nie ukazał się żaden przekład jego dzieł.

## Odnośniki kulturowe
Wydarzenia z młodości Paula Krantza i głośna sprawa tzw. "klubu samobójców", która zaważyła na jego życiorysie, stały się kanwą filmów i dzieł literackich. Sam Kranz zawarł je częściowo w książce Die Mietskaserne (Kamienica) wydanej w 1931 r. W 2003 roku nakręcono film pt. Was nützt die Liebe in Gedanken (Miłość w myślach) opowiadający o tych wydarzeniach, w którym młody pisarz był postacią pierwszoplanową. Pod tym samym tytułem co film, ukazała się też powieść Arno Meyera zu Küingdorfa. Wcześniej wątek ten w mniejszym stopniu poruszył filmy zatytułowany Geschminkte Jugend (Uszminkowana młodzież), nakręcony przez Carla Boese w roku 1929 i jego remake w reżyserii Maxa Nossecka w 1960 r.